# Paflagonia

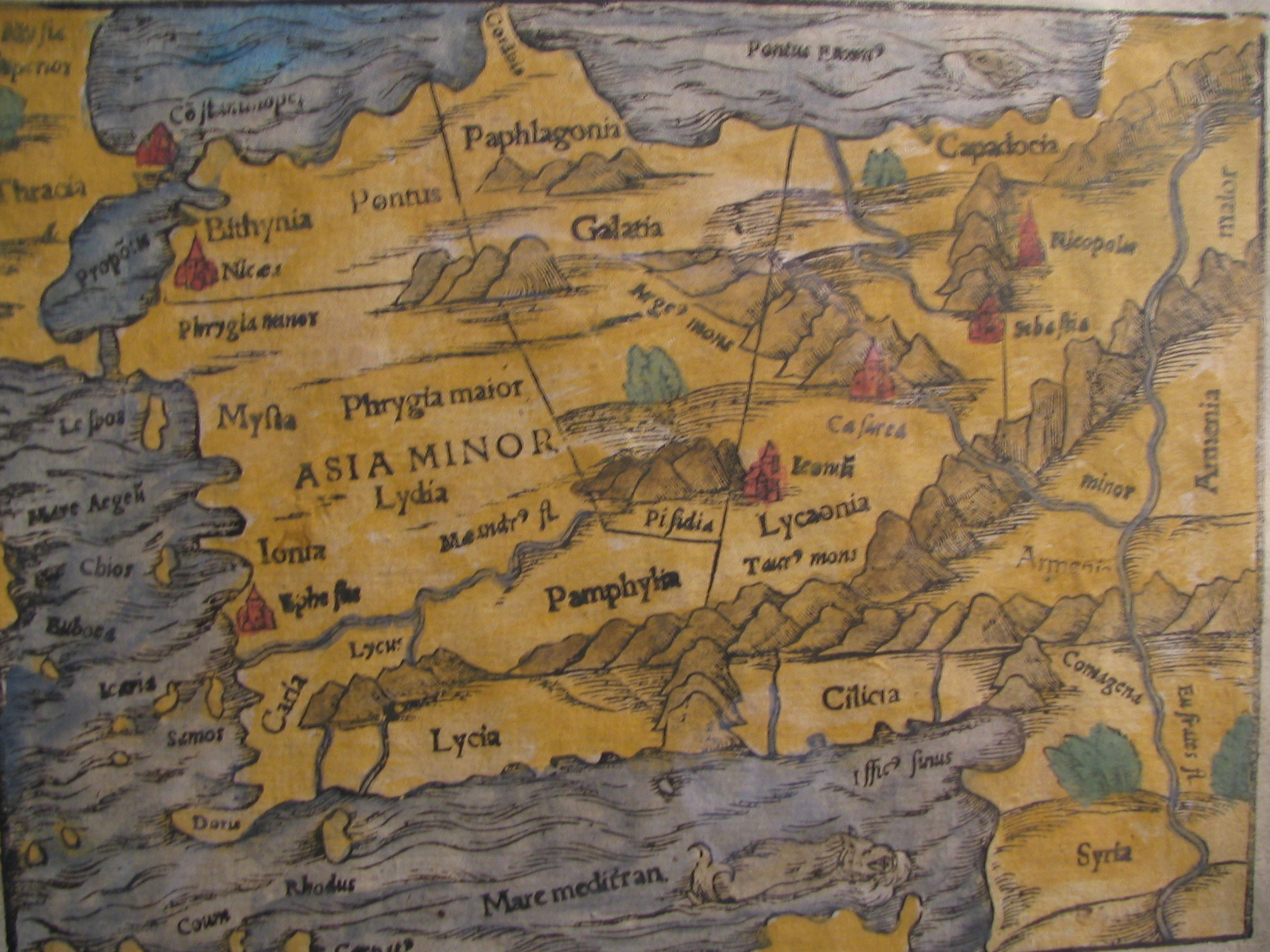
Mapa del de la región de Anatolia

Paflagonia (en latín Paphlagonia, en griego Παφλαγονία) era una antigua área del centro-norte de Anatolia, en la costa del mar Negro, situada entre Bitinia y el Ponto, y separada de Galacia por una prolongación hacia el este del Olimpo Bitiniano. Según Estrabón, el río Parthenius formaba el límite occidental de la región, y terminaba en el este junto al río Halys.

## Etimología
Según la tradición hebrea y Flavio Josefo, Paflagonia es la transliteración griega del nombre hebreo Riphath, quien fue un hijo de Gomer, que a su vez era hijo de Jafet, quien dio origen, en torno al siglo VIII a. C., a algunas tribus celtas que emigraron al este de Europa. Otra posibilidad es que el nombre Paphlagonia esté conectado con el topónimo Blaëne relacionado en última instancia con el nombre dado por los hititas a la región Palā.

## Historia

### Período hitita
Las fuentes hititas más antiguas se refieren a la región como «tierra de Palā» y era una de las tres regiones en las que se dividía el Imperio hitita (las otras dos eran Luwiya al sur, y el país de Hatti, en el centro del imperio). Los textos hititas más tardíos raramente lo mencionan, porque la región había declinado en importancia, tal vez por los ataques de los kaskas de las montañas del norte que causaron serios problemas a los hititas durante toda su historia.
La lengua de Palā no era el idioma hitita, sino una lengua autóctona emparentada con el hitita denominada palaíta. Es posible que hacia el siglo XIII a. C., o incluso antes, el palaíta estuviera extinto como lengua hablada.

### Período prehelénico

Regiones históricas de Anatolia en los períodos prehelénico y helénico.

En el siglo IX a. C. se forma el reino de Frigia cuya expansión territorial incluiría el territorio de Paflagonia. Este reino se vio sometido a ataques por parte de los cimerios, un pueblo ecuestre procedente del norte del Cáucaso, que también atacó el reino de Urartu. La presión de los cimerios hizo caer reino de Frigia, que fue substituido por Lidia como potencia hegemónica en anatolia central. El rey Alyates de Lidia conquistó el territorio de Paflagonia extendiendo su reino hasta la orilla izquierda del río Halys en 585 a. C. Poco tiempo después Ciro II el Grande de Persia derrotaría a Creso de Lidia en la batalla de Pteria (546 a. C.), pasando Paflagonia y todo el reino de Lidia a ser una provincia persa. El dominio persa duraría hasta la invasión de Alejandro Magno, que en 334 a. C. llegó a la ciudad de Gordio y ocupó Paflagonia.

### Período helénico
Tras la muerte de Alejandro, Paflagonia se vio sometida al dominio helenístico, aunque hubo períodos en que fue políticamente independiente de los reinos de los diádocos. Paflagonia continuó siendo gobernada por príncipes locales, hasta que cayó bajo el dominio del Reino del Ponto, estando sometida durante algunos períodos por el reino independiente de Bitinia. La ciudad griega de Sinope siguió, sin embargo, siendo independiente hasta el 183 a. C. Posteriormente Bitinia pasó a ser provincia romana en 74 a. C. y un poco más tarde también Ponto.

### Dominio romano y bizantino
Pompeyo unió los distritos costeros de Paflagonia y la mayor parte del Ponto a la provincia romana de Bitinia, aunque el interior del país quedó en manos de príncipes nativos hasta que la dinastía local se extinguió y Paflagonia completa fue incorporada al Imperio romano. El nombre fue mantenido por los geógrafos, aunque sus fronteras no estuvieron claramente definidas.
Posteriormente, en el siglo V d. C., se creó una provincia de Paflagonia bajo el Imperio bizantino. En el siglo VII d. C. Paflagonia pasó a formar parte del thema de Opsikión y más tarde del thema de Boukellarión, antes de ser dividida en dos hacia el 820 para formar nuevamente una provincia separada administrativamente (Thema de Paflagonia).

## Lugares en Paflagonia
En esta región destacó la ciudad de Sinop (en honor de Sinope), de donde era originario entre otros Diógenes el cínico.